# Schloss Mauer

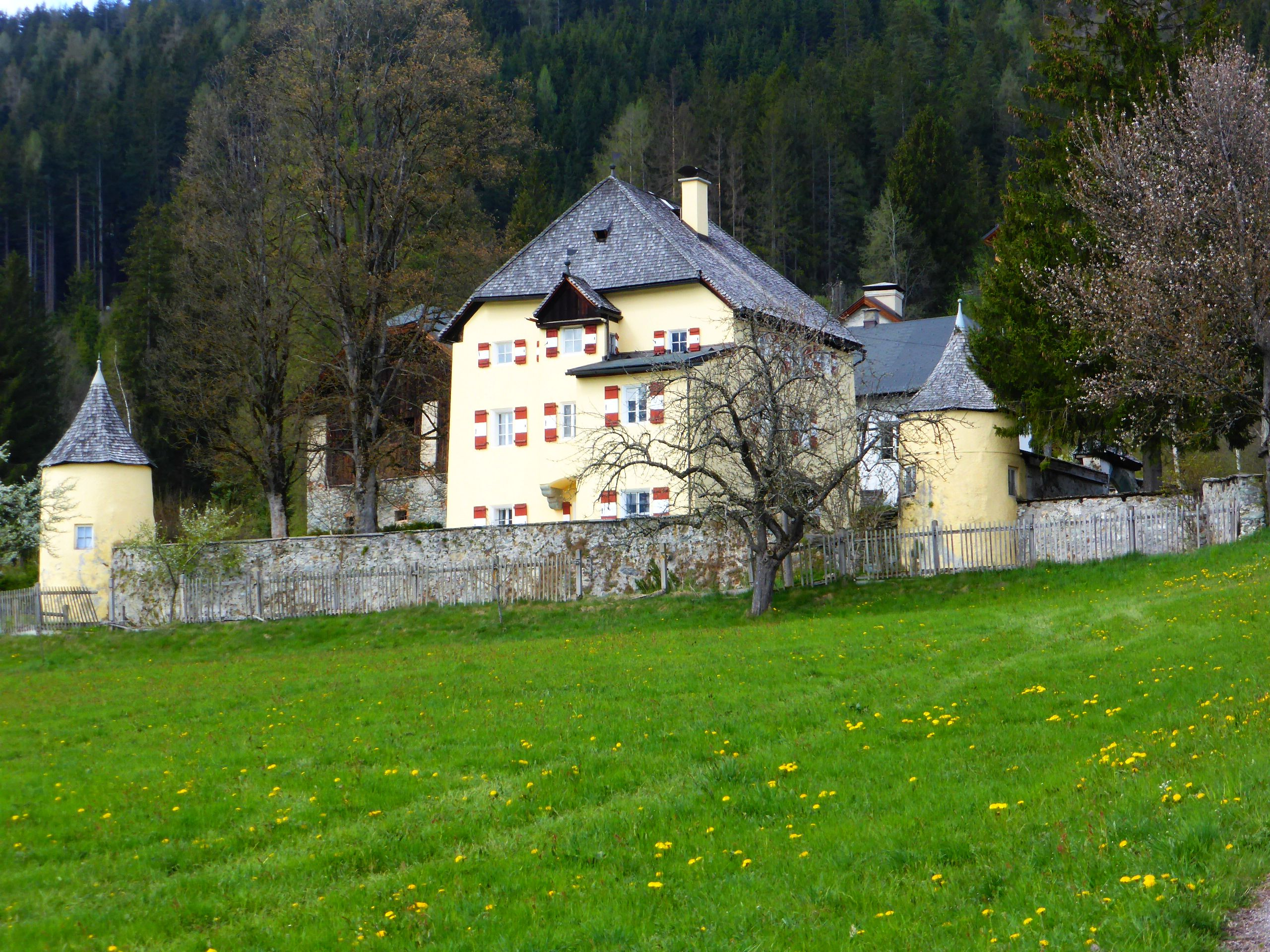
Anlage Schloss Mauer

Das Schloss Mauer (auch Oberbräuschlössl genannt) liegt in Radstadt im Bezirk Sankt Johann im Pongau von Salzburg (Schlossstraße). Das Schloss steht unter Denkmalschutz (Listeneintrag).

## Geschichte
Nach Aufzeichnungen im domkapitelischen Urbar hat im Jahr 1350 Jakob von Mauer das Gut Mauer besessen; nicht völlig gesichert ist, ab dieser Jakob aus der Lungauer Familie derer von der Mauer stammt. Es ist hier ursprünglich ein Wohnturm zu vermuten, wie er für den Pongau üblich war.
Danach kam der Besitz an die Familie Graf. Konrad Graf hatte 1344 seinen Posten als Urbarprobst von Werfen mit der Richterstelle in Radstadt getauscht. Sein Sohn Heinrich erwarb 1370 das Schloss Schernberg und übernahm von der ausgestorbenen Familie der Schernberger auch deren Adelsprädikat. 1396 wurde Konrad II. Pfleger von Radstadt. Auch in den folgenden Generationen übte jeweils ein Mitglied der Familie die Funktion des Pflegers aus. Dies war der Beginn des Erwerbs mehrerer Herrschaften in diesem Gebiet, so eben von Schloss Mauer, dann um 1400 dem Grafenhaus in Radstadt, von Schloss Tandalier und Schloss Lerchen.
1587 starb Jakob Graf. Seine beiden Söhne Konrad und Heinrich verpachteten das Gut Mauer, wobei die Pächter verpflichtet waren, das Schloss instand zu halten; die Zahlungen an die Grundherrschaft, die vom Salzburger Domkapitel ausgeübt wurde, verblieb bei den beiden Schernbergern. 1610 verstarben beide Brüder. Heinrich Graf von Schernberg hinterließ neun unmündige Kinder. Diese kamen unter die Vormundschaft von Josef Hunt von Ainödberg, damals Pfleger von Saalfelden, und Burkhard Schwaiger, Landrichter von St. Veit und Besitzer von Schloss Tandalier. Diese beiden verpachteten Mauer für ihre Mündel. Mit dem Einverständnis des Domkapitels kam es 1617 zu einer Zerstückelung des Besitzes von Mauer und dem Verkauf der einzelnen Liegenschaften. Den Hauptteil erwarb Heinrich von Elsenheim, Pfleger von Radstadt; dieser verstarb allerdings bereits im nächsten Jahr. Seine Witwe überließ den Ansitz Mauer dem Jakob Wilpenhofer von Schloss Lerchen.
Die Wilpenhofer waren ähnlich wie die Grafs in der Radstädter Gegend wohlhabend geworden. 1528 hatten sie eine Taverne in Altenmarkt eröffnen können und einhundert Jahre später waren sie mehrfache Schlossbesitzer und Pfleger der Salzburger Erzbischöfe in dieser Gegend. 1622 kam der Besitz an Jakobs Vetter Abel Wilpenhofer, der die anderen Erben ausbezahlen musste. Nach seinem Tod († 1628) verkaufte sein Schwager Baptist Voglmayr, Land- und Bergrichter zu Rauris, den Ansitz Mauer an Hans Wagnhitter, Bürgermeister von Radstadt. Dieser war zugleich Wirt zu Radstadt und versuchte wohl deshalb eine Gastgewerbekonzession für Mauer zu erwirken. Da ihm dies misslang, verkaufte er den Ansitz wieder an Katharina Gößl, ein Mitglied der Familie der Wilpendorfer, zurück. Aus Geldmangel musste diese Mauer an Josef Ziurletta, Pfleger von Radstadt und Besitzer von Schloss Lerchen, abtreten. Dieser konnte erreichen, dass der Ansitz Mauer gegen eine Ablöse von allen Verpflichtungen gegenüber dem Domkapitel freigemacht wurde. Sein ihm nachfolgender Sohn Johann Christoph Ziurletta hatte an Mauer kein Interesse und verkaufte dieses 1622 wieder an den Gastwirt Christian Leitner von Radstadt. Dessen Tochter Luzia Barbara, verheiratet mit Martin Friedrich Wishofer, hatte das Schloss mehr als 40 Jahre in ihrem Besitz. 1733 kam es auf dem Kaufweg an Johann Kaspar Pichler. Dieser war fürsterzbischöflicher Beamter und hatte es vom „Unterschreiber beim Pfleggericht“ bis zum „hochfürstlichen Rat und Hofzahlmeister“ gebracht.
Danach folgten Mitglieder der Familie Kaswurm, die als Gastwirte und Brauer in Radstadt tätig waren: Adam Kaswurm (1741), Johann (1754) und Martin (1797). Dieser versuchte wieder, eine Gastwirtkonzession zu erlangen, was ihm erst 1804 gelang. Das Anwesen wurde zum „Oberbräuschlössl“ und zu einem beliebten Ausflugsziel. Martin Kaswurm übergab 1830 an seine Tochter Theresia, die mit Peter Ehrenreich verheiratet war. Nach ihrem Tod († 1855) kam der Besitz an ihren Mann, der aber wegen Überschuldung alles an seine Stiefmutter Anna Ehrenreich verkaufen musste. Diese ließ das Anwesen 1864 versteigern und so kam es an die Brauersfamilie Johann und Karoline Kendlbacher.
1865 verwüstete ein Brand das Schloss mitsamt seinen Zubauten und der Ringmauer. Die Familie musste das Schloss wieder aufbauen, allerdings ohne die Ringmauer vollständig herzustellen. 1892 kam auf dem Erbweg Eduard Kendlbacher in den Besitz, dieser starb 1906, ohne ein Testament hinterlassen zu haben. Seine fünf Kinder waren noch minderjährig, aber 1913 erhielt Johann Kendlbacher den gesamten Besitz. 1917 wurde er von seinen vier Geschwistern Marianne, Eduard, Vinzenz und Karl beerbt. 1919 wurde der Besitz zwischen Marianne und Karl aufgeteilt und kam 1922 ganz an den Karl Kendlbacher.
1936 wurde das Anwesen erneut versteigert und gelangte an die Sparkasse von Ried im Innkreis; nur das Hausarchiv verblieb bei der Familie Kendlbacher. 1938 erwarb Hans Pichler das Schlössl. Dieser verkaufte es 1947 an den Kurarzt von Gastein, Wagenbichler. Diese Familie hat das Schloss renoviert und den Bedürfnissen des 20. Jahrhunderts angepasst. Die Familie Wagenbichler ist auch jetzt noch Eigentümerin.

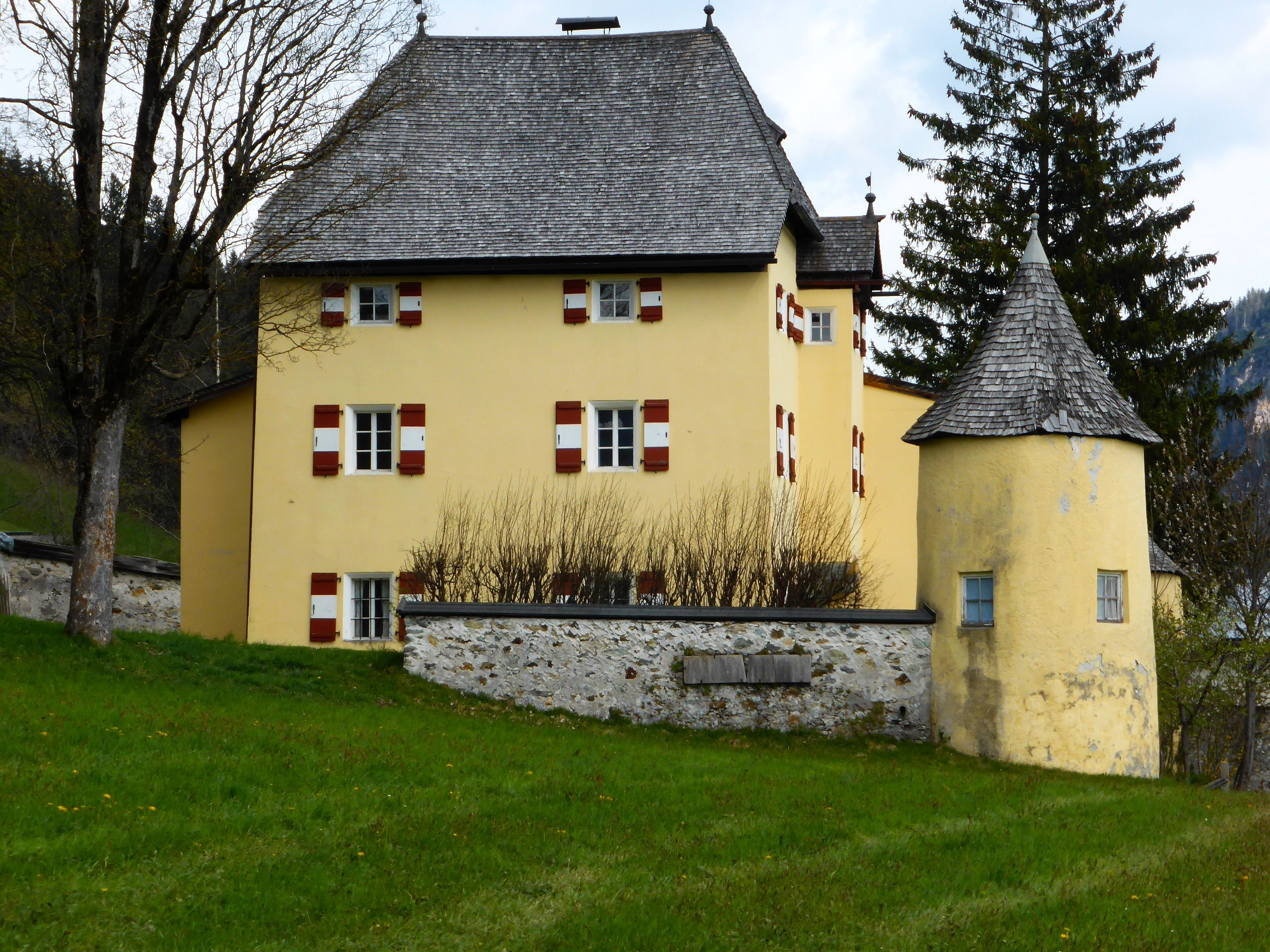
Seitenansicht Schloss Mauer

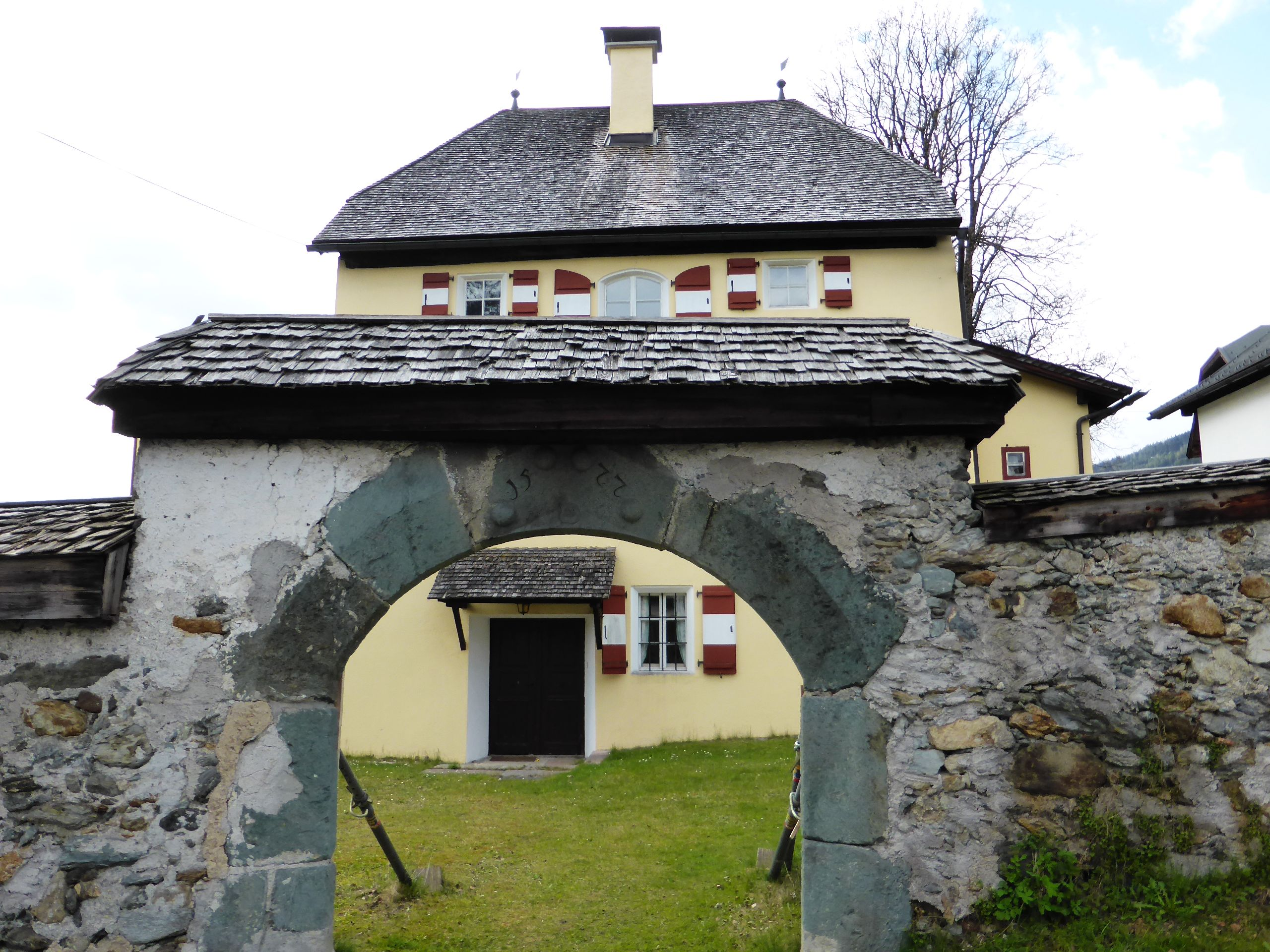
Eingangstor Schloss Mauer

## Schloss Mauer heute
Der Ansitz Mauer ist ein dreigeschoßiges, mit Erkern versehenes Gebäude mit einem tief herabgezogenen Krüppelwalmdach. Es hat einen quadratischen Grundriss. Nach 1565 erhielt der Ansitz durch Jakob Graf zu Schernberg sein heutiges Erscheinungsbild. Bis zu einem Brand 1865 war das durch eine wehrhafte Ringmauer umfriedete Anwesen mit vier Türmen bewehrt; heute stehen davon noch die beiden südlichen Türme. Die Schießscharten in den Türmen und in der Mauer sind vermauert.
Das an der Ostseite gelegene Einfahrtstor trägt die Jahreszahl 1577 und vier steinerne Halbkugeln. An der Südseite springt ein Mittelerker vor, der im ersten Stock auf Konsolen aufgesetzt ist; dieser endet in einem Holzaufbau, der mit einem Satteldach gedeckt ist. An der Rückseite ist ein eigener Anbau für die Abortanlage, danach folgen eine Meierei und Stallungen. An der Ostseite ist unter der Dachtraufe eine Speichertür, durch die die Ernte eingebracht werden konnte. An der Westseite ist eine Spolie, vermutlich aus Radstadt, mit der Inschrift „PARIS EX COM LODRONI ARCHIEPS SALISBURG F ANNO DOM MDXXXII“ angebracht, die mit dem Schloss nichts zu tun hat, sondern auf die Befestigung Radtstadts durch Paris Lodron im Dreißigjährigen Krieg hindeutet. Im Inneren sind im Erdgeschoß Tonnengewölbe mit Stichkappen vorhanden. Im Obergeschoß finden sich reich profilierte Kassettendecken aus der Zeit des Jakob Graf.
Das Schloss befindet sich in Privatbesitz und ist nicht öffentlich zugänglich.